# Anchotatus janinae
Anchotatus janinae is een rechtvleugelig insect uit de familie Proscopiidae. De wetenschappelijke naam van deze soort is voor het eerst geldig gepubliceerd in 1972 door Liana.